# Town of Alice Springs
Alice Springs är en region i Australien.   Den ligger i delstaten Northern Territory, i den centrala delen av landet, 2 000 km nordväst om huvudstaden Canberra. Antalet invånare är 28 720.
Följande samhällen finns i Alice Springs:
- Alice Springs